# ريان براون (لاعب كرة قاعدة)
ريان براون (بالفرنسية: Ryan Braun)‏ (و. 1980  م) هو لاعب كرة قاعدة كندي، ولد في كيتشنر، أونتاريو، مركز لعبه هو رامٍ مساعد ‏.

## روابط خارجية
- ريان براون على موقع دوري كرة القاعدة الرئيسي (الإنجليزية)
- ريان براون على موقعبيزبول رفرنس.كوم (الدوري الرئيسي) (الإنجليزية)
- ريان براون على موقعبيزبول رفرنس.كوم (الدوري الثانوي) (الإنجليزية)
- ريان براون على موقع إي إس بي إن.كوم (أم.أل.بي) (الإنجليزية)
- ريان براون على موقع مشجعي الرسوم البيانية (الإنجليزية)